# فرناندا برانداو
فرناندا برانداو (بالبرتغالية: Fernanda Brandão‏) هي مصممة رقص ومغنية مؤلفة برازيلية، ولدت في 3 مايو 1983 في بيلو هوريزونتي في البرازيل.

## وصلات خارجية
- الموقع الرسمي
- فرناندا برانداو على موقع IMDb (الإنجليزية)
- فرناندا برانداو على موقع ميوزك برينز (الإنجليزية)
- فرناندا برانداو على موقع ميوزك برينز (الإنجليزية)
- فرناندا برانداو على موقع ديسكوغز (الإنجليزية)
- فرناندا برانداو على موقع قاعدة بيانات الفيلم (الإنجليزية)